# Ligne de tramway 311
La ligne 311 est une ancienne ligne du tramway de Louvain de la Société nationale des chemins de fer vicinaux (SNCV) qui reliait Louvain à Jodoigne.

## Histoire
6 décembre 1892 : mise en service entre la gare de Louvain et la gare de Jodoigne ; traction vapeur ; exploitation par la Société anonyme pour l'Exploitation des Chemins de Fer Vicinaux (CFV) ; capital 44.
1920 : reprise de l'exploitation par la SNCV.
7 mars 1953 : suppression de la ligne et remplacement par un service routier avec correspondance à Hamme-Mille, les sections Hamme-Mille - Jodoigne et Hamme-Mille - Tirlemont restent exploitées par la ligne Bruxelles - Tirlemont.

## Exploitation

### Horaires
Tableaux : 311 (1931).